# Tirotex
Tirotex (russe : Тиротекс) est une entreprise textile transnistrienne produisant des vêtements et d'autres produits textiles. Elle est située à (et tire son nom de) Tiraspol. L'entreprise a été créée en 1972 avec la construction de son usine, qui a duré une décennie.
Elle est la plus grande entreprise textile du sud-ouest de la Communauté des États indépendants et prétend également être la deuxième plus grande du genre dans toute l'Europe. Au sein de son complexe, il y a des opérations de tissage, de couture, de finition et de filature. En 2011, sa production s'élevait à 140 millions de m² de tissu par an. En tant qu'entreprise tournée vers l'exportation, 70% de ses produits sont expédiés à l'étranger , principalement en Europe.

## Des produits
Les produits de SA Tirotex sont exportés vers l'Autriche, l'Allemagne, la Grèce, l'Italie, les Pays- Bas, la Suède, la Suisse, le Portugal, la Roumanie, la Pologne et les États-Unis. Ils apparaissent dans un certain nombre de catalogues et de points de vente, tels que Quelle, Aldi, Jotex et Hemtex.
L'entreprise produit principalement des articles de mode haut de gamme, notamment des vêtements pour femmes, des nappes et des draps. Elle fabrique également des combinaisons, des blouses chirurgicales et des uniformes. Seul le tissu de coton est utilisé dans les installations.
En 2017, Tirotex étend ses possibilités avec la ligne de finition Brückner.